# Diócesis de Helena
La diócesis de Helena (en latín: Dioecesis Helenensis y en inglés: Roman Catholic Diocese of Helena) es una circunscripción eclesiástica de la Iglesia católica en Estados Unidos. Se trata de una diócesis latina, sufragánea de la arquidiócesis de Portland. Desde el 8 de octubre de 2019 su obispo es Austin Anthony Vetter.

## Territorio y organización

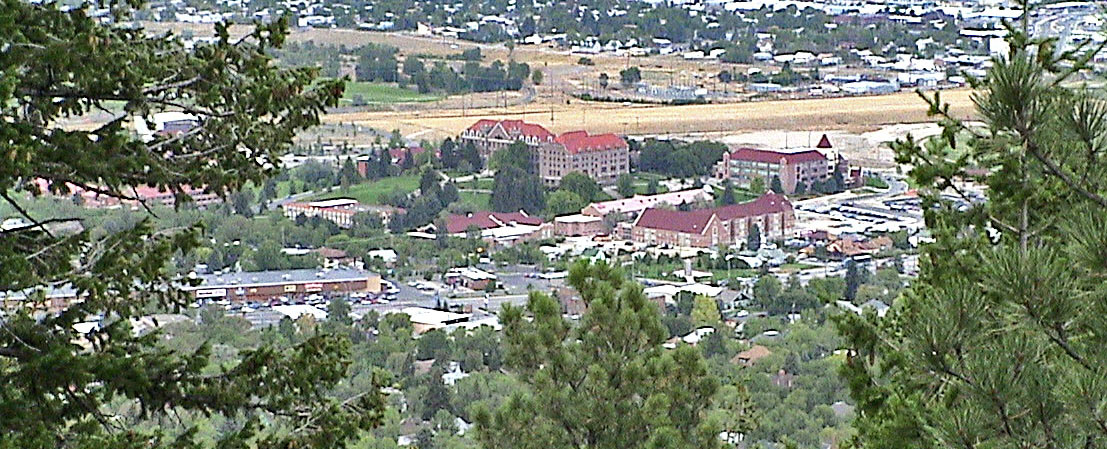
Vista aérea del Carroll College, en Helena

La diócesis tiene 134 478 km² y extiende su jurisdicción sobre los fieles católicos de rito latino residentes en 23 condados del estado de Montana: Beaverhead, Broadwater, Deer Lodge, Flathead, Gallatin, Glacier, Granite, Jefferson, Lake, Lewis and Clark, Lincoln, Madison, Meagher, Mineral, Missoula, Pondera, Powell, Ravalli, Sanders, Silver Bow, Wheatland y parte de los condados de Teton y de Toole.
La sede de la diócesis se encuentra en la ciudad de Helena, en donde se halla la Catedral de Santa Elena.
En 2021 en la diócesis existían 58 parroquias agrupadas en 6 decanatos: Bozeman, Butte, Conrad, Helena, Kalispell y Missoula.

## Historia
Los primeros misioneros en llegar a las tierras de Montana fueron los jesuitas con el padre Pierre-Jean de Smet, quien en 1840 fundó la misión de Sainte-Marie cerca de Stevensville, y luego la misión de San Ignacio en una región habitada principalmente por indígenas y buscadores de oro. La misión jesuita se centró principalmente en la evangelización de los nativos americanos.
El vicariato apostólico de Montana fue erigido el 3 de marzo de 1868 con el breve Summi apostolatus del papa Pío IX e inicialmente incluía la parte de Montana al este de la cuenca de las Montañas Rocosas. El territorio se derivó del vicariato apostólico de Nebraska (hoy arquidiócesis de Omaha). Agustín Ravoux, vicario general de Saint Paul, fue nombrado primer vicario apostólico, pero no aceptó el cargo; el vicariato apostólico fue luego entregado en administración a los vicarios apostólicos de Nebraska.
El 17 de abril de 1883 extendió su jurisdicción sobre todo Montana, adquiriendo los territorios de Montana al oeste de la divisoria de las Montañas Rocosas, que pertenecían al vicariato apostólico de Idaho (hoy diócesis de Boise City).
El 7 de marzo de 1884, en virtud del breve Personam beatissimi del papa León XIII, el vicariato apostólico fue elevado a diócesis, con sede en la ciudad de Helena, la capital de Montana, de la que la diócesis tomó su nombre. Se convirtió en sufragánea de la arquidiócesis de Oregón City, que en 1928 cambió su nombre por el de arquidiócesis de Portland.
El primer obispo fue el sacerdote belga Jean-Baptiste Brondel, trasladado de la diócesis de Vancouver. Durante sus veinte años de episcopado el número de parroquias llegó a 56. En la labor de evangelización de la zona le ayudaron varias congregaciones religiosas, en particular las Hermanas de la Caridad y las Ursulinas, llegadas en 1884, y las Hermanas del Buen Pastor, quienes abrieron varias escuelas. Continuó el trabajo misionero entre los nativos americanos.
A su muerte, la diócesis se dividió en dos, y el 18 de mayo de 1904, las dos terceras partes del este de Montana se cedieron para erigir la diócesis de Great Falls (hoy diócesis de Great Falls-Billings) mediante el breve Universalis Ecclesiae del papa Pío X.
El obispo John Patrick Carroll (1904-1925) erigió 32 nuevas parroquias, multiplicó el número de escuelas parroquiales, abrió un seminario menor, fundó 5 escuelas secundarias católicas y el Mont St Charles College en Helena, más tarde llamado Carroll College, y estableció el consejo diocesano de Mujeres Católicas. En 1909 bendijo la primera piedra de la catedral, que consagró el 3 de junio de 1924. A su muerte, la diócesis contaba con casi 90 sacerdotes diocesanos para una población católica de 40 000 fieles, que en ese momento constituía el 15% de la población total de la diócesis.
Los obispos Joseph Michael Gilmore (1935-1962) y Raymond Gerhardt Hunthausen continuaron el trabajo de Carroll. Se produjo la fundación del Consejo Diocesano de Hombres Católicos y otras instituciones católicas como, por ejemplo, 9 hospitales y 2 escuelas de enfermería. A la muerte de Gilmore, la diócesis tenía 57 parroquias y casi 200 estaciones misioneras, 141 sacerdotes, incluidos 15 religiosos (jesuitas y Orden de premonstratenses) y más de 300 religiosos pertenecientes a 11 congregaciones.

## Estadísticas
Según el Anuario Pontificio 2022 la diócesis tenía a fines de 2021 un total de 45 940 fieles bautizados.
| Año                                                                             | Población            | Población | Población      | Sacerdotes | Sacerdotes    | Sacerdotes    | Bautizados por sacerdote | Diáconos permanentes | Religiosos | Religiosos | Parroquias |
| Año                                                                             | Bautizados católicos | Total     | % de católicos | Total      | Clero secular | Clero regular | Bautizados por sacerdote | Diáconos permanentes | Varones    | Mujeres    | Parroquias |
| ------------------------------------------------------------------------------- | -------------------- | --------- | -------------- | ---------- | ------------- | ------------- | ------------------------ | -------------------- | ---------- | ---------- | ---------- |
| 1950                                                                            | 65 000               | 242 000   | 26.9           | 141        | 100           | 41            | 460                      |                      | 14         | 334        | 53         |
| 1966                                                                            | 79 532               | 322 800   | 24.6           | 153        | 137           | 16            | 519                      |                      | 26         | 200        | 57         |
| 1970                                                                            | 75 500               | 322 800   | 23.4           | 132        | 115           | 17            | 571                      |                      | 30         | 201        | 56         |
| 1976                                                                            | 65 514               | 342 472   | 19.1           | 134        | 118           | 16            | 488                      | 3                    | 26         | 102        | 61         |
| 1980                                                                            | 64 500               | 385 000   | 16.8           | 134        | 117           | 17            | 481                      | 7                    | 25         | 81         | 60         |
| 1990                                                                            | 65 984               | 424 000   | 15.6           | 101        | 90            | 11            | 653                      | 16                   | 11         | 79         | 53         |
| 1999                                                                            | 66 500               | 424 372   | 15.7           | 97         | 86            | 11            | 685                      | 26                   | 1          | 61         | 58         |
| 2000                                                                            | 66 500               | 483 435   | 13.8           | 88         | 77            | 11            | 755                      | 28                   | 12         | 58         | 58         |
| 2001                                                                            | 67 500               | 483 435   | 14.0           | 88         | 78            | 10            | 767                      | 34                   | 11         | 48         | 58         |
| 2002                                                                            | 67 803               | 509 439   | 13.3           | 84         | 78            | 6             | 807                      | 35                   | 9          | 46         | 58         |
| 2003                                                                            | 67 693               | 509 439   | 13.3           | 82         | 75            | 7             | 825                      | 34                   | 9          | 40         | 57         |
| 2004                                                                            | 49 927               | 506 000   | 9.9            | 76         | 70            | 6             | 656                      | 33                   | 8          | 35         | 58         |
| 2006                                                                            | 58 780               | 525 000   | 11.2           | 79         | 73            | 6             | 744                      | 28                   | 9          | 38         | 58         |
| 2013                                                                            | 55 800               | 565 000   | 9.9            | 75         | 70            | 5             | 744                      | 42                   | 7          | 33         | 57         |
| 2016                                                                            | 44 413               | 595 114   | 7.5            | 70         | 66            | 4             | 634                      | 43                   | 6          | 7          | 58         |
| 2019                                                                            | 45 940               | 619 667   | 7.4            | 70         | 64            | 6             | 656                      | 40                   | 8          | 18         | 58         |
| 2021                                                                            | 45 960               | 634 591   | 7.2            | 63         | 54            | 9             | 729                      | 34                   | 11         | 12         | 58         |
| Fuente: Catholic-Hierarchy, que a su vez toma los datos del Anuario Pontificio. |                      |           |                |            |               |               |                          |                      |            |            |            |

## Episcopologio
- Augustin Ravoux † (3 de marzo de 1868-?) (obispo electo)
- Sede vacante (1868-1884)
- Jean-Baptiste Brondel † (7 de abril de 1883-7 de marzo de 1884 nombrado obispo de Helena) (administrador apostólico)

- Jean-Baptiste Brondel † (7 de marzo de 1884-3 de noviembre de 1903 falleció)
- John Patrick Carroll † (12 de septiembre de 1904-4 de noviembre de 1925 falleció)
- George Joseph Finnigan † (20 de mayo de 1927-14 de agosto de 1932 falleció)
- Ralph Leo Hayes † (23 de junio de 1933-26 de octubre de 1935 rector del Pontificio Colegio Norteamericano[nota 1])
- Joseph Michael Gilmore † (16 de diciembre de 1935-2 de abril de 1962 falleció)
- Raymond Gerhardt Hunthausen † (8 de julio de 1962-25 de febrero de 1975 nombrado arzobispo de Seattle)
- Elden Francis Curtiss (4 de marzo de 1976-4 de mayo de 1993 nombrado arzobispo de Omaha)
- Alexander Joseph Brunett † (19 de abril de 1994-28 de octubre de 1997 nombrado arzobispo de Seattle)
- Robert Charles Morlino † (6 de julio de 1999-23 de mayo de 2003 nombrado obispo de Madison)
- George Leo Thomas (23 de marzo de 2004-28 de febrero de 2018 nombrado obispo de Las Vegas)
- Austin Anthony Vetter, desde el 8 de octubre de 2019